# Специјална морфологија зуба
Да бисмо уочили и описали, а затим и репродуковали ( цртањем или моделовањем ) анатомско-морфолошке детаље једног зуба, посматрамо посебно круну, врат и корен зуба. 
На круни зуба разликујемо четири, односно пет површина. Морфолошки изглед једне од површина или ивица круна зуба најповољније се сагледава посматрајући зуб са разних аспеката и праваца. Стога се при раду користе следећи правци, смерови и аспекти посмтрања:
1) Инцизо-цервикални правац код предњих зуба или оклузо-цервикални правац код бочних зуба. Када се ови правци подударају са уздужном осом зуба, може се употребити термин аксијални правац; 
2) Мезио-дистални правац;
3) Вестибулоорални правац: 
-за предње зубе
-за бочне зубе.
Сви правци посматрања могу имати два смера. Зуб се може посматрати са разних аспеката. Тако се разликују: 
-Вестибуларни аспект,
-Орални аспект,
-Мезијални и дистални аспект
-Инцизални аспект.
Мерењем мезио-дисталне и вестибулу-оралне ширине зуба у разним тачкама, као и мерењем оклузо-апикалне дужине добија се величина зуба. Величина зуба зависи од пола, расе и наследних фактора. Правилно развијени зуби чине склад и њихова величина изражава се у милиметрима. 
а) Секутићи су први и други зуб од медијалне линије у сва четири квадранта и заједно са очњацима чине групу предњих зуба. Први секутић уз медијалну линију је централни секутић, док је други од медијлане линије латерални секутић. Пошто их има по два у сваком квадранту, то их има укупно осам. Како заузимају простор десно и лево од медијалне линије, између очњака, то јос носе назив зуби интерканине регије.
б) Секутићи као група учествују у све три функције хумане дентиције:мастикацији, фонетици и естетици. Секутићи имају много већу улогу у фонетици и естетици него остале групе зуба. 
Мастикација: секутићи представљају сечиво дентиције, учествују у сечењу и резању хране на делове погодне за жвакање. Гордњи секутићи представљају фиксно, а доњи покретно сечиво дентиције.
Естетика: секутићи не само да својом величином, обликом, бојом и распоредом директно утичу на изглед особе, већ обезбеђују потребан ослонац за усне и лице, дају лепоту осмеху.
Фонетика: секутићи су неоходни за изговор неких консонаната (лабиодентални: ф, в; дентални: т, д; лингво-дентални: с, ц, з).
ц) Круне секутића од круне других зуба (атрибути класе) разликују пет главних обележја:
1.	Инцизална ивица. – Равна сечна ивица или површина очњака са једном квржицом битно се разликују од сечне ивице бочних зуба са више квржица.
2.	Кумулуси су овалне екстензије глеђи на новоинзниклим секутићима, на њиховом инцизалном гребену, и најчешће их има три. Кумулуси су раздвојени плитким браздама које прелазе и на лабијалну површину где се у инцизалној трећини губе. Често су регуларни по броју, облику и степену изражености (проминенцији). После извесног времена, за време активне оклузије, обично се губе. Понекад кумулуси остају да презистирају код одраслих особа као секутићи нису у функционалној оклузији.
3.	Положај зуба и нагиб маргиналних гребена супротности је са аналогним гребенима бочних зуба (не и очњака). Код секутића маргинални гребени чине мезијалну и дисталну границу лингвалне површине и мање или више су паралелни са уздужном осом зуба. Код бочних зуба ови гребени чине мезијалну и дисталну границу оклузалне површине, која је скоро под правим углом у осносу на осу зуба.
4.	Лингвална јама. – Орална површине круне секутића има удубљење у инцизалној и средњој трећини. Очњаци на лингвалној површини имају гребен и стога две јаме, а бочни зуби две или више јамица на оклузалној површини.
5.	Цингулум. – Цервикални део лингвалне површине је конвексан. Овај конвекситет је назван цингулум и јаче је изражен код очњака него код секутића, док бочни зуби не показују аналогну структуру.
д)	Горњи секутићи, у поређењу са доњим, имају у целини већу круну, посебно у мезио-дисталном правцу. Круна првог горњег секутића обично је много већа од круне другог горњег секутића. Круна другог секутића је оцично слична облику првог секутића.
е)	Доњи секутићи су најједноставнији и са најмање варијација од свих зуба у устима. Они су такодје најмањи стални зуби. Централни сетутић је нешто мањи од латералног. У поредјењу са горњим секутићима, круне доњих секутића су релативно дуже и знатно уже у проксималном правцу. Доњи секутић представљају „покретно сочиво“ – денцитије.